# Sieben Frauen (1966)
Sieben Frauen ist ein US-amerikanisches Filmdrama des Regisseurs John Ford aus dem Jahr 1966, nach der Kurzgeschichte Chinese Finale von Norah Lofts. Es war der letzte Spielfilm, den John Ford realisieren konnte. Deutschland-Premiere war am 24. März 1966.

## Handlung
1935. Eine abgelegene amerikanische Missionsstation evangelischer Christen im Norden Chinas an der Grenze zur Mongolei. Die Situation ist schwierig und angespannt. Missionsleiterin Agatha Andrews glaubt, den richtigen Weg zur Missionierung der Einwohner gefunden zu haben, indem sie sich selbstgerecht und hart gibt. Zu den weiteren Mitgliedern der Mission gehören Miss Argent, die Sekretärin und Miss Andrews’ rechte Hand, Mrs. Pether und – als einziger Mann – ihr Ehemann Charles, der als Lehrer tätig ist; des Weiteren Miss Ling, eine chinesische Lehrerin und Dolmetscherin und aus vornehmer Mandarin-Familie, sowie Emma, das jüngste Mitglied der Mission und Tochter eines evangelischen Pfarrers. Ferner befinden sich in der Mission Miss Binns und Mrs. Russell, die gemeinsam mit der chinesischen Dorfbevölkerung aus der nahen britischen Mission geflüchtet sind, denn es herrschen Unruhen und bürgerkriegsähnliche Zustände.
Miss Andrews fühlt sich körperlich und emotional zu Emma hingezogen und beherrscht nur mit Mühe ihre lange unterdrückte lesbische Neigung. Die zerbrechliche Ruhe auf der Station wird von Dr. Cartwright, einer eleganten, zynischen und atheistischen Ärztin, gestört, besonders als Emma zu ihrer Bewunderin wird. Die Amerikanerin ist nach einer Liebesenttäuschung und beruflichen Problemen nach China gekommen, um so weit weg wie möglich von daheim zu sein. Cartwright, die sich von den anderen distanziert, gerät in einen Streit mit Miss Andrews, die sich über ihren Standpunkt, ihre Sprache, ihre Nikotinsucht, ihren lockeren Umgang mit Alkohol und ihr Desinteresse an dem täglichen Gottesdienst mokiert. Die anderen Frauen, vor allem die tolerante Miss Binns, missbilligen Miss Andrews’ herrischen Umgangston gegenüber der Ärztin.
Eine Cholera-Epidemie bricht aus, bei der auch Emma beinahe stirbt. Der Ärztin gelingt es jedoch, die Lage medizinisch in den Griff zu bekommen, auch Emma wird wieder gesund. Mrs. Andrews ist völlig verzweifelt und gesteht Dr. Cartwright in einem Gespräch unter vier Augen ihre Einsamkeit und durch die Blume ihre unterdrückten Bedürfnisse. Mrs. Pether ist schwanger, befürchtet aber wegen ihres fortgeschrittenen Alters Komplikationen bei der Geburt des Kindes. Mit Hilfe der Ärztin bringt sie ihr Kind unter einfachen primitiven Umständen zur Welt. Ihr Mann wird bei dem Versuch, gegen die Brutalität marodierender mongolischer Banden in einem Nachbardorf aufzubegehren, erschossen. Die regulären chinesischen Truppen lassen die Gruppe im Stich und ziehen ab. Miss Andrews weigert sich, die Station zu verlassen. Die Mongolen besetzen die Missionsstation, vergewaltigen und demütigen Miss Ling und erschießen sämtliche anwesenden Chinesen außer Miss Ling. Die Frauen warten zusammengepfercht in einem Nebengebäude auf ihr weiteres Schicksal, bleiben aber unbehelligt. Dr. Cartwright schafft es, die Gruppe zu ermutigen und sie zu motivieren, mit der extrem gefährlichen Situation fertigzuwerden. Mrs. Andrews hingegen ist als Einzige mit der neuen Lage vollkommen überfordert, wird hysterisch, verfällt in religiösen Wahn und zitiert pausenlos laut aus der Bibel (Hure Babylon).
Die Situation spitzt sich zu, es fehlt zudem an Essen und an Milch für das Neugeborene. Um die Gruppe zu retten, opfert sich Cartwright, indem sie sich bereit erklärt, die Konkubine des mongolischen Anführers, Tunga Khan, zu werden. Im Gegenzug versorgen die Mongolen die Frauen und das Kind mit Nahrung, Milch und Decken. Während Andrews und die bigotte Miss Russell über Cartwrights Entscheidung entsetzt sind, bewundern Miss Binns, Emma und Miss Argent deren Mut. Dr. Cartwright kann Tunga Khan überzeugen, die restlichen Frauen auf einem Ochsenkarren davon ziehen zu lassen. Dabei sind die Rollen mittlerweile vertauscht: Miss Binns und Miss Argent, die zusehends selbstbewusster wird, haben die Autorität in der Gruppe übernommen, während Miss Andrews Verachtung entgegen schlägt. In der Schlussszene bereitet Dr. Cartwright ihrer Lage ein Ende, indem sie Tunga Khan und sich vergifteten Reiswein einschenkt, den beide trinken. Beide sterben.

## Kritiken
Vor allem bei deutschen Filmkritikern kam der Film nicht gut an:
- Der Filmhistoriker Ulrich Gregor sah den Film ‚zwiespältig‘, er bescheinigte ihm eine ‚schematische und naive Machart‘[1]

„Der nach China verlegte Western ist John Fords letzter, leider wenig rühmlicher Spielfilm: ein Torso aus schiefer Moralkritik, Routine und Kompromißbereitschaft. Beeindruckend Anne Bancroft als sportlich-furchtlose, zynische Ärztin.“

„Der Film, an dem die Kritiker kein gutes Haar ließen, wurde durchweg im Studio gedreht und leidet unter seiner allzu künstlich geratenen Kulissenwelt.“

Beim amerikanischen Publikum fiel der Film durch. MGM beendete daraufhin die Zusammenarbeit mit dem Regisseur. Von amerikanischen Cineasten, Filmwissenschaftlern und Filmkritikern wird der Film heute als unterschätzt eingestuft. Der bekannte New Yorker Filmkritiker Andrew Sarris setzte ihn auf Platz 3 seiner persönlichen Film-Bestenliste für das Jahr 1966.
In Frankreich fand der Film gute Aufnahme bei den Filmkritikern:
- Die Cahiers du Cinéma setzten ihn auf Rang 6 der Bestenliste der Fachzeitschrift für das Jahr 1966.[6]

Claude Beylie schreibt in Cinéma 69:

„zerreißende Tragödie, deren stoische Moral von großer Schönheit ist“

Der japanische Filmkritiker Shigehiko Hasumi schreibt über den Film und vor allem sein Ende, kein anderer Filmregisseur habe seine Karriere mit derartiger Meisterschaft beendet.

## Hintergrund
- Der letzte von John Ford, vierfacher Oscar-Preisträger, inszenierte Film.
- Die Regie-Assistenz übernahm Fords Schwager Wingate Smith.
- Kameramann LaShelle kam oscarprämiert zum Set. Er wurde 1945 ausgezeichnet. Der Art-Director George W. Davis hatte schon zwei Statuen, eine bekam er 1954, die zweite 1960. Auch Set-Decorator Henry Grace konnte einen Oscar vorweisen (1959), ebenso der Kostümdesigner Walter Plunkett (1952), für den der Film seine letzte Arbeit war und der Spezial-Effekte-Techniker J. McMillan Johnson, der seine Statue 1949 bekam.
- Der Komponist der Filmmusik, Elmer Bernstein, gewann erst 1968 einen Oscar.
- Ton-Ingenieur Franklin Milton gewann vor dem Projekt (1960 und 1964) zwei Oscars, einen weiteren gewann er 1967.